# سیارک ۱۹۵۹۷
سیارک ۱۹۵۹۷ (به انگلیسی: 19597 Ryanlee، نامگذاری:1999NJ32) نوزده هزار و پانصد و نود و هفتمین سیارک کشف شده‌است که در ۱۴ ژوئیه ۱۹۹۹ کشف شد.
قدر مطلق سیارک برابر ۱۳.۵ است.